# Штрауссфурт
Штрауссфурт (нім. Straußfurt) — громада в Німеччині, розташована в землі Тюрингія. Входить до складу району Земмерда. Центр об'єднання громад Штрауссфурт.
Площа — 14,84 км2. Населення становить 2094 ос. (станом на 31 грудня 2021).

## Галерея

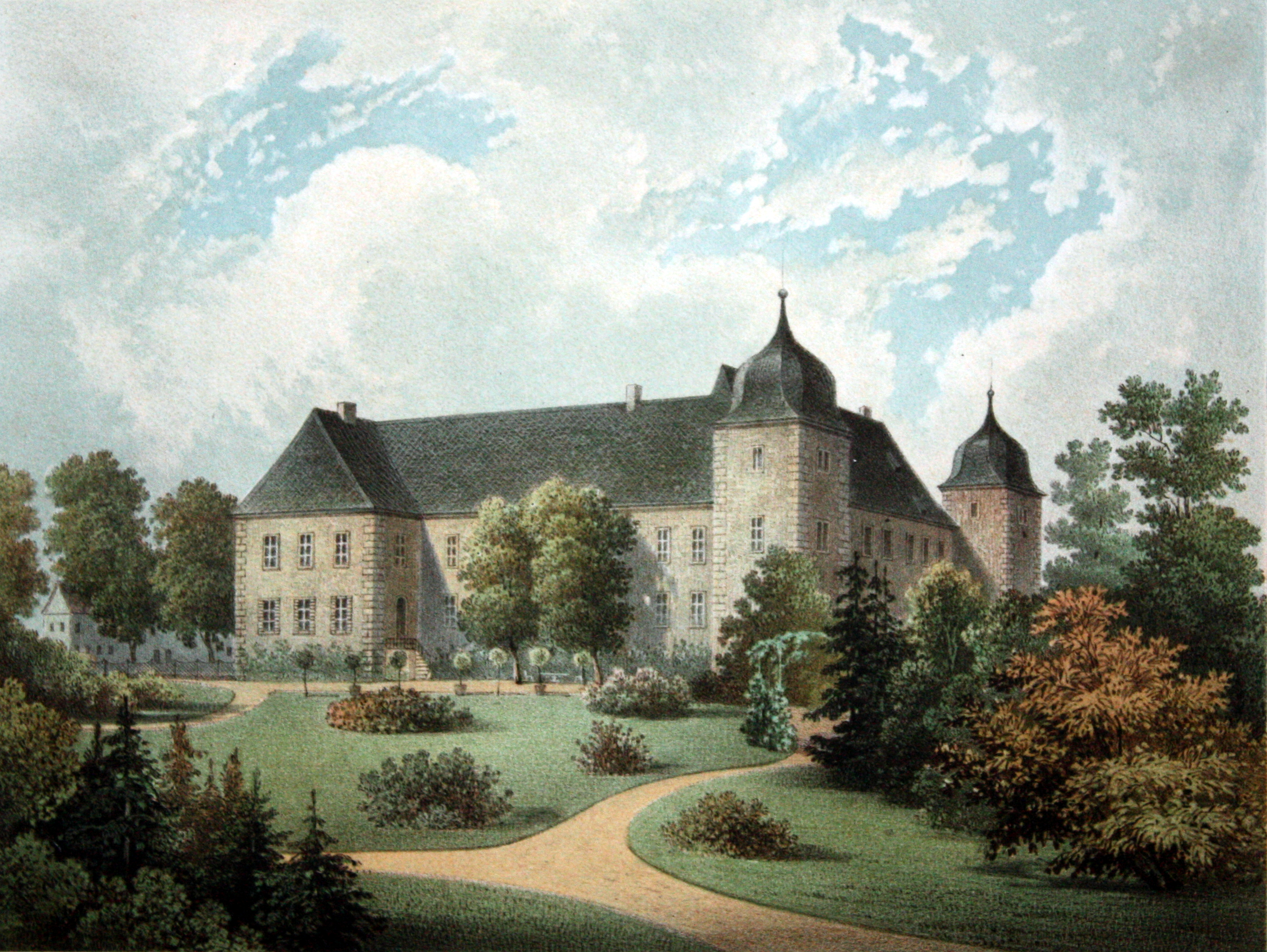
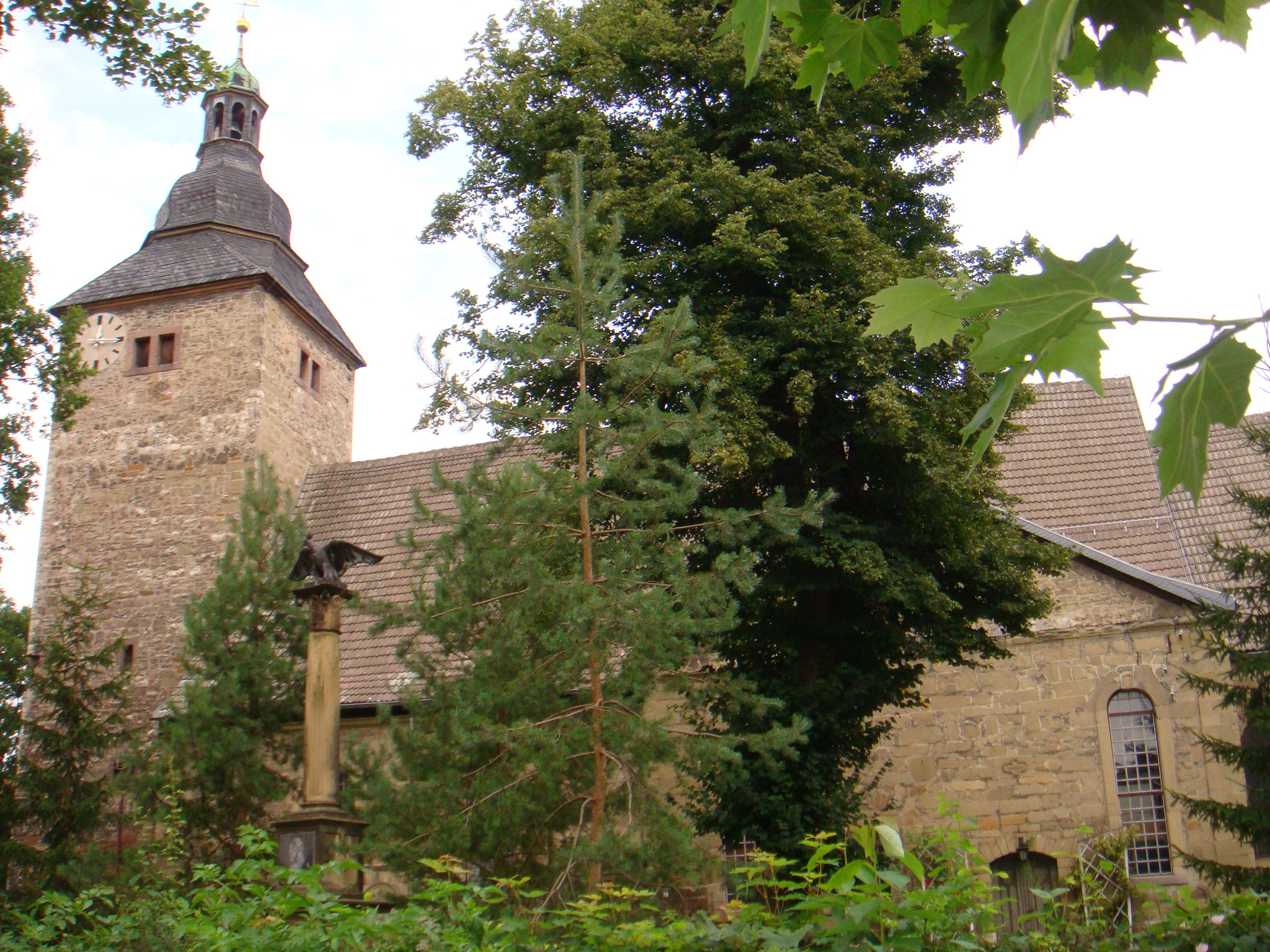
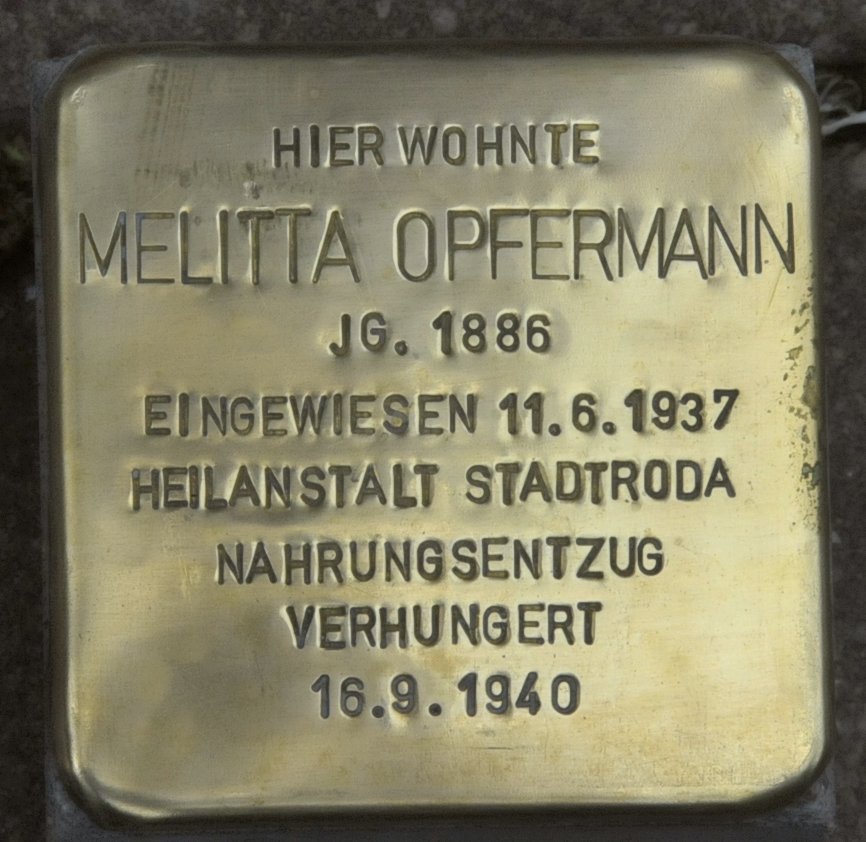